# 6628 Dondelia
6628 Dondelia هو كويكب، يقع ضمن حزام الكويكبات. اكتشف في 24 نوفمبر 1981.

## روابط خارجية
- 6628 Dondelia في قاعدة بيانات مختبر الدفع النفاث لأجرام النظام الشمسي الصغيرة

- الاكتشاف · مخطط المدار ·  العناصر المدارية · المعلمات المادية

- 6628 Dondelia على موقع ويكي سكاي: DSS2, SDSS, GALEX, IRAS, Hydrogen α, X-Ray, Astrophoto, Sky Map, Articles and images